# Barton Creek (rivier)
Barton Creek is de naam van een riviertje en de vallei waardoor het stroomt, in Cayo District, in Belize. De rivier begint in het Mountain Pine Ridge Forest park en eindigt uiteindelijk in de Belizerivier. De rivier is beroemd vanwege de archeologische Maya-vindplaats Barton Creek Cave. Deze vindplaats kan per kano bezocht worden.
In de vallei liggen twee nederzettingen van Mennonieten: Lower en Upper Barton Creek. Beide dorpen zijn van erg conservatieve Mennonieten.

## Upper Barton Creek
Upper Barton Creek is een unieke vestiging van reformatoren uit verschillende anabaptistische achtergronden, die een gemeenschap wilden vestigen vrij van moderne trends, en afwijkend van de maatschappij een eenvoudig christelijk leven wilden leiden. De plaats werd in 1969 gesticht door Plautdietsch sprekende Russische mennonieten. In overeenstemming met hun Ordnung bezitten ze geen gemotoriseerde apparaten of auto's, en gebruiken ze geen elektriciteit. Ze doen het landbouwwerk met paarden en zowel mannen als vrouwen dragen eenvoudige kleding. In 2010 woonden er 380 mensen.

## Lower Barton Creek
Lower Barton Creek is een klein dorp, gevestigd in 1970 door Mennonieten uit Shipyard in Belize. Hier wonen de meest conservatieve Duits sprekende Russische mennonieten van Belize. Ze zijn vergelijkbaar met de Mennonieten in Bolivia. In 1980 woonden er ongeveer 150 mensen, in 1989 nog 100 nadat een aantal vertrokken waren naar Mennonietenkolonies in Paraguay en Bolivia. In 2010 bedroeg hun aantal 193.

## Barton Creek Cave
Barton Creek Cave is een grot, en zowel een archeologische vindplaats als een toeristische bestemming. In 2002 is onderzoek gedaan door de Western Belize Regional Cave Project, waarbij de grot een lengte bleek te hebben van ten minste 6400 meter. Bovengronds leken er aanwijzingen te zijn dat de grot nog 6 km langer kon zijn. In 2005 breidde het Xibalba Mapping and Exploration Team het onderzoek uit tot een totale lengte van 8 km.
Het is een belangrijke vindplaats voor archeologen. Bewijs van gebruik door de Maya zijn gevonden in de eerste kilometer. Restanten aardewerk duiden op gebruik tussen circa 200 tot 900 na Chr. De overblijfselen van ten minste 28 menselijke lichamen zijn in de grot gevonden.